# تلفس (شهر اتریش)
تلفس (به آلمانی: Telfes) یک منطقهٔ مسکونی در اتریش است که در اینسبروک لند واقع شده‌است. تلفس ۲۷٫۳۸ کیلومتر مربع مساحت دارد ۹۸۷ متر بالاتر از سطح دریا واقع شده‌است.